# Cavidad abdominal
La cavidad abdominal es la cavidad del cuerpo más grande en los humanos y en muchos animales, y contiene la mayor parte de las vísceras.  Está situada debajo de la cavidad torácica, y por encima de la cavidad pélvica. Su techo en forma de bóveda es el diafragma (una fina capa de músculo bajo los pulmones), y su suelo es la apertura superior de la pelvis). Es una parte de la cavidad abdominopélvica.

## Estructura

### Órganos
Los órganos situados en la cavidad abdominal son: estómago, hígado, vesícula biliar, bazo, páncreas, intestino delgado, riñones, intestino grueso, y glándulas suprarrenales.

### Peritoneo
El peritoneo divide la cavidad en numerosos compartimentos. Uno de ellos, el epiplón menor, se localiza detrás del estómago y se une al peritoneo de la cavidad peritoneal a través del foramen epiploico. Algunos de los órganos están adheridos a las paredes del abdomen por medio de los pliegues del peritoneo y los ligamentos, como el hígado y otros utilizan amplias zonas del peritoneo, como el páncreas. Los ligamentos peritoneales son en realidad tupidos pliegues del peritoneo que se usan para conectar víscera a víscera o las vísceras a las paredes del abdomen. Se llaman así para señalar qué es lo que conectan típicamente Por ejemplo, el ligamento gastrocólico conecta el estómago y el colon, y el ligamento gastro-esplénico conecta el bazo y el colon, o a veces por su forma como el ligamento redondo do o ligamento Triangular.

### Mesenterio
Se denomina mesenterio a los pliegues del peritoneo que se adhieren a las paredes del intestino, lo envuelven y fijan a la pared abdominal posterior, siendo a través del mesenterio como el intestino recibe flujo de sangre. El mesenterio propiamente dicho une la pared posterior de la cavidad abdominal al intestino delgado, el mesocolon transverso conecta el colon transverso con la pared abdominal, y el mesocolon sigmoide que rodea parte del sigmoideo.

### Epiplón
El epiplón es un conjunto de pliegues del peritoneo que conectan 2 órganos del abdomen entre sí y cuentan con nervios, vasos sanguíneos, vasos linfáticos, tejido graso y tejido conectivo. Existen dos omentos principales, el epiplón mayor que une el estómago con el colon transverso y cuelga por delante del intestino delgado, y el epiplón menor que se extiende entre el estómago y el hígado.

## Importancia clínica

### Ascitis
La acumulación de líquido en la cavidad abdominal se denomina ascitis. Normalmente no es detectable hasta que se acumula suficiente líquido como para hinchar el abdomen. La acumulación de líquido causará presión en las vísceras, venas, y en la cavidad torácica. El tratamiento se dirige a la causa de la acumulación de líquido. Un método es disminuir la presión de la vena porta, especialmente útil en el tratamiento de cirrosis. La Chylous ascitis se cura más si el vaso linfático implicado está cerrado. Un fallo cardíaco puede causar ascitis periódicas.

### Inflamación
Otro trastorno se llama peritonitis, el cual normalmente acompaña procesos inflamatorios en otro lugar. Puede estar causado por daño a un órgano, o por una contusión a la pared abdominal desde el exterior o por intervención quirúrgica. Puede ser introducido a través del torrente sanguíneo o del sistema linfático.  El origen más común es el aparato digestivo. La Peritonitis puede ser aguda o crónica, generalizada, o localizada, y puede tener un origen u orígenes múltiples. El omento puede ayudar a controlar la expansión de la infección; aun así sin tratamiento, la infección se extenderá a través de la cavidad. Se puede formar un absceso como reacción secundaria a una infección. Los antibióticos se han convertido en una herramienta importante en la lucha contra los abscesos; aun así se requiere también de un drenaje externo.